# Lou Donaldson
Lou Donaldson (født 1. november 1926 i North Carolina, død 9. november 2024) var en amerikansk altsaxofonist.
Donaldson er mest kendt for sin soul/bluesagtige jazzstil på et hav af plader med sine egne grupper på pladeselskabet Blue Note, op igennem 1960´erne, men han startede faktisk som bebop musiker i sine tidlige dage.
Han spillede med Milt Jackson og Thelonius Monk i 1952, og spillede også med Horace Silver og Art Blakey´s kvintet.
Donaldson har også spillet med Miles Davis, Clifford Brown, Philly Joe Jones og Jimmy Smith.